# Karen Chapman

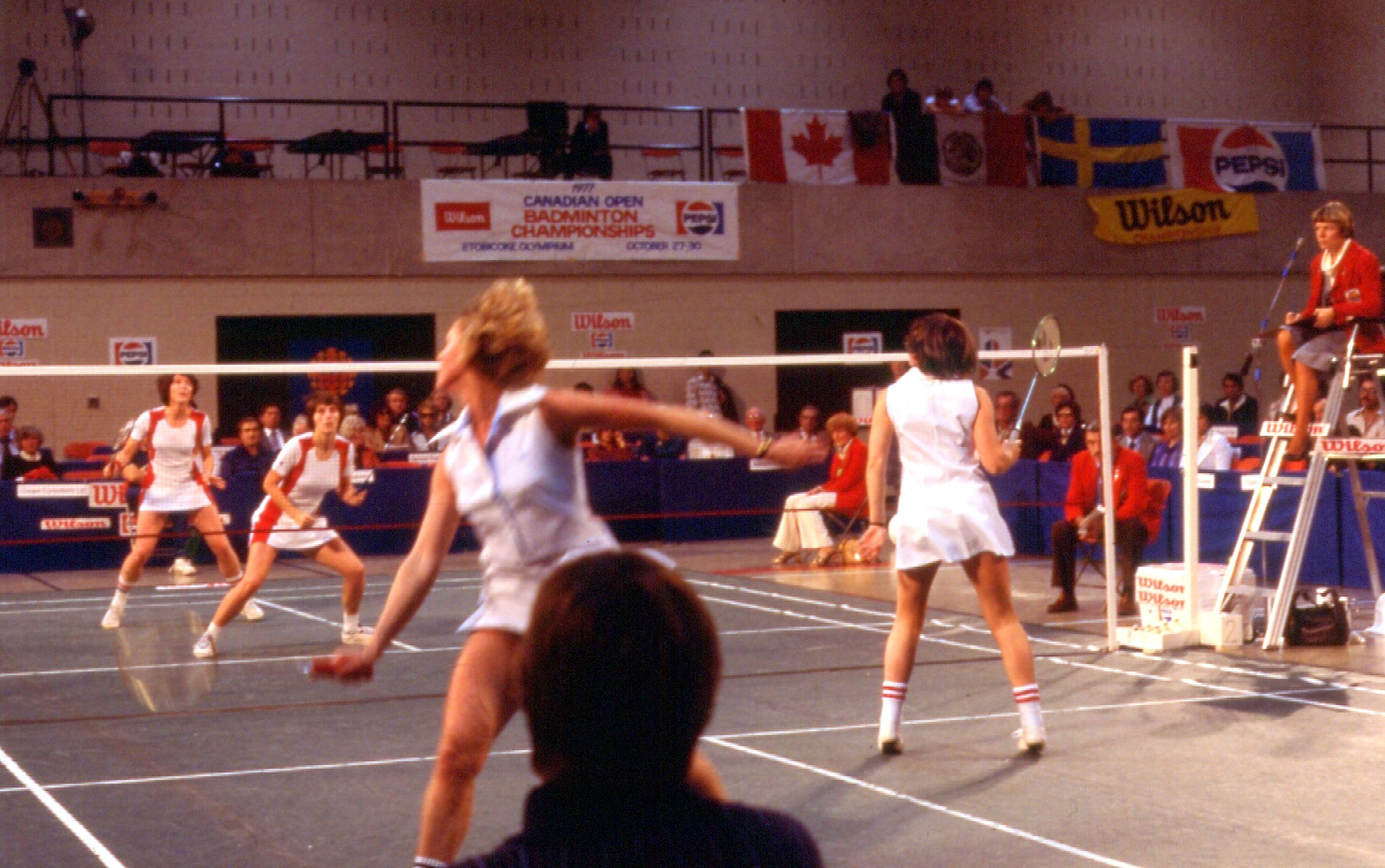
Karen Puttick (vorn rechts) und Nora Perry bei den Canadian Open 1977

Karen Chapman (* 21. Mai 1959, geborene Karen Puttick) ist eine ehemalige englische Badmintonspielerin. 

## Karriere
Karen Chapman gewann 1980 Bronze im Mixed mit Mike Tredgett im Mixed bei den Europameisterschaften. Drei Jahre später belegten sie ebenfalls Platz drei bei der Weltmeisterschaft. 1984 erkämpften sich beide noch einmal Bronze bei den Europameisterschaften. Im Doppel wurde Chapman bei derselben Veranstaltung Europameisterin.

## Erfolge
| Saison | Veranstaltung                             | Disziplin   | Platz | Name                            |
| ------ | ----------------------------------------- | ----------- | ----- | ------------------------------- |
| 1975   | Junioren-Europameisterschaft              | Damendoppel | 3     | Karen Puttick / Andrea Tuckett  |
| 1975   | Junioren-Europameisterschaft              | Mixed       | 1     | Tim Stokes / Karen Puttick      |
| 1975   | England: Einzelmeisterschaft der Junioren | Mixed       | 1     | Tim Stokes / Karen Puttick      |
| 1975   | England: Einzelmeisterschaft der Junioren | Damendoppel | 1     | Karen Puttick / A. G. Tucknett  |
| 1976   | England: Einzelmeisterschaft der Junioren | Mixed       | 1     | Gary Scott / Karen Puttick      |
| 1977   | Canadian Open                             | Damendoppel | 1     | Nora Perry / Karen Puttick      |
| 1977   | Junioren-Europameisterschaft              | Mixed       | 1     | Nigel Tier / Karen Puttick      |
| 1977   | Junioren-Europameisterschaft              | Damendoppel | 1     | Karen Bridge / Karen Puttick    |
| 1977   | England: Einzelmeisterschaft der Junioren | Damendoppel | 1     | Karen Bridge / Karen Puttick    |
| 1979   | Scottish Open                             | Damendoppel | 1     | Jane Webster / Karen Puttick    |
| 1980   | Welsh International                       | Mixed       | 1     | Billy Gilliland / Karen Puttick |
| 1980   | Welsh International                       | Damendoppel | 1     | Jane Webster / Karen Puttick    |
| 1980   | England: Einzelmeisterschaften            | Damendoppel | 1     | Nora Perry / Karen Puttick      |
| 1980   | Scottish Open                             | Mixed       | 1     | Mike Tredgett / Karen Chapman   |
| 1980   | Europameisterschaft                       | Mixed       | 3     | Derek Talbot / Karen Chapman    |
| 1980   | German Open                               | Damendoppel | 1     | Jane Webster / Karen Chapman    |
| 1982   | Welsh International                       | Damendoppel | 1     | Karen Chapman / Sally Podger    |
| 1982   | Welsh International                       | Mixed       | 1     | Billy Gilliland / Karen Chapman |
| 1982   | Canadian Open                             | Mixed       | 1     | Billy Gilliland / Karen Chapman |
| 1982   | All England                               | Mixed       | 2     | Billy Gilliland / Karen Chapman |
| 1983   | Weltmeisterschaft                         | Mixed       | 3     | Mike Tredgett / Karen Chapman   |
| 1984   | Europameisterschaft                       | Mixed       | 3     | Mike Tredgett / Karen Chapman   |
| 1984   | Europameisterschaft                       | Damendoppel | 1     | Karen Chapman / Gillian Clark   |
| 1984   | Canadian Open                             | Damendoppel | 1     | Gillian Gowers / Karen Chapman  |
| 1984   | Welsh International                       | Damendoppel | 1     | Helen Troke / Karen Chapman     |
| 1984   | Welsh International                       | Mixed       | 1     | Mike Tredgett / Karen Chapman   |
| 1984   | Scottish Open                             | Mixed       | 1     | Billy Gilliland / Karen Chapman |
| 1984   | Scottish Open                             | Damendoppel | 1     | Karen Chapman / Jane Webster    |
| 1989   | Welsh International                       | Damendoppel | 1     | Karen Chapman / Sara Sankey     |
| 1995   | Mauritius International                   | Mixed       | 1     | Steve Isaac / Karen Chapman     |